# Ringo (musikalbum)
Ringo är ett musikalbum av Ringo Starr som släpptes på Apple Records i november 1973. Denna skiva blev en av Ringo Starrs största framgångar som soloartist. Från skivan släpptes två singlar "Photograph" och "You're Sixteen" (cover på en Johnny Burnette-låt från 1960) som båda blev hits, särskilt den först nämnda. Noterbart är också att alla forna medlemmar från The Beatles medvarkar på skivan (på olika låtar) och även bidragit med låtar till den. Bland andra kända musiker som medverkar på skivan kan nämnas Marc Bolan, Billy Preston, Robbie Robertson och Martha Reeves. Vinylutgåvorna utgavs i ett utvikskonvolut. 1991 gavs Ringo ut på en CD-utgåva med tre bonusspår, singeln "It Don't Come Easy", dess b-sida "Early 1970" och "Down and Out".

## Låtlista
| Nr           | Titel                 | Kompositör       | Längd |
| ------------ | --------------------- | ---------------- | ----- |
| 1.           | I'm the Greatest      | Lennon           | 3:21  |
| 2.           | Have You Seen My Baby | Newman           | 3:44  |
| 3.           | Photograph            | Harrison/Starkey | 3:56  |
| 4.           | Sunshine Life for Me  | Harrison         | 2:45  |
| 5.           | You're Sixteen        | Sherman/Sherman  | 2:48  |
| 6.           | Oh My My              | Poncia/Starkey   | 4:16  |
| 7.           | Step Lightly          | Starkey          | 3:15  |
| 8.           | Six O'Clock           | McCartney        | 4:06  |
| 9.           | Devil Woman           | Poncia/Starkey   | 3:50  |
| 10.          | You and Me (Babe)     | Harrison/Evans   | 4:59  |
| Total längd: | Total längd:          | Total längd:     | 37:00 |

## Listplaceringar
| Lista (1973-1974) | Position            |
| ----------------- | ------------------- |
| Australien        | 1 (Go Set)          |
| Danmark           | 3 (DR "Top 20")     |
| Finland           | 21                  |
| Japan             | 10 (Oricon)         |
| Kanada            | 1 (RPM)             |
| Nederländerna     | 7                   |
| Norge             | 5 (VG-lista)        |
| Storbritannien    | 7 (UK Albums Chart) |
| Sverige           | 1 (Kvällstoppen)    |
| USA               | 2 (Billboard 200)   |
| Västtyskland      | 28                  |